# Salt Harbour Island
Salt Harbour Island är en ö i Kanada.   Den ligger i provinsen Newfoundland och Labrador, i den östra delen av landet, 1 600 km öster om huvudstaden Ottawa. Arean är 1,7 kvadratkilometer.
Terrängen på Salt Harbour Island är platt. Öns högsta punkt är 57 meter över havet. Den sträcker sig 2,0 kilometer i nord-sydlig riktning, och 2,2 kilometer i öst-västlig riktning.